# Epibulus insidiator
Epibulus insidiator este o specie de pește din familia Labridae, aparținând ordinului Perciformes.

## Morfologie
Masculii pot atinge o lungime totală de 54 cm. 

## Distribuție geografică
Specia se găsește de la Marea Roșie până în Africa de Sud, în Insulele Hawaii, Tuamotu, în sudul Japoniei și în Noua Caledonie.